# Leslie Graham
Robert Leslie „Les“ Graham (* 14. September 1911 in Wallasey, England; † 12. Juni 1953 auf der Isle of Man) war ein britischer Motorradrennfahrer.
Graham gewann in der Premieren-Saison der Motorrad-Weltmeisterschaft im Jahr 1949 den Weltmeistertitel in der 500-cm³-Klasse.

## Karriere

### Vor dem Zweiten Weltkrieg
Leslie Graham bestritt auf dem Stanley Speedway in Liverpool, einer Dirttrack-Piste, seine ersten Motorradrennen. Ab 1929 nahm er auch an Straßenrennen teil. Im Jahr 1936 kaufte er sich eine fast neue, aber kaputte 250-cm³-OK-Supreme. Graham reparierte das Motorrad und startete damit beim Ulster Grand Prix, nach der ersten Runde ging ihm jedoch der Motor kaputt und er musste das Rennen aufgeben.
Im folgenden Jahr startete er beim North West 200 in Nordirland, wo er jedoch wieder mit Motorschaden ausschied. Das folgende Rennen in Donington gewann er dann, beim Ulster Grand Prix wurde Graham in diesem Jahr Vierter. Danach wurde er vom Motorradhersteller OK-Supreme angeheuert, wo er in der Motorenfertigung arbeitete und für die er auch Rennen bestritt. Bei der Lightweight-TT 1938 wurde Graham auf OK-Supreme Zwölfter.
Nach einem Ausfall wegen technischen Defekts bei der TT 1939 wurde Leslie Graham von Velocette verpflichtet. Zu Renneinsätzen für den Hersteller aus Birmingham kam es jedoch wegen des Ausbruchs des Zweiten Weltkriegs nicht mehr. Während des Kriegs diente Graham als Pilot in der Royal Air Force.

### Nachkriegszeit
In den späten 1940er Jahren begann er als Mitglied des A.J.S.-Werksteams wieder mit dem Motorradrennsport. 1947 belegte er bei der Senior TT den neunten Platz. Im folgenden Jahr wurde er beim Junior-Rennen Siebenter.
Im Jahr 1949 wurde dann zum ersten Mal die Motorrad-Weltmeisterschaft ausgetragen. Leslie Graham sicherte sich auf A.J.S. Porcupine den Titel in der 500-cm³-Klasse, knapp vor dem Italiener Nello Pagani der zwar im Saisonverlauf mehr Punkte holte als Graham, aber aufgrund der Regelung, dass nur die drei besten Resultate in die WM-Wertung kamen, nur Vizeweltmeister wurde. In der folgenden Saison wurde Leslie Graham sowohl in der 350-cm³-Klasse, als auch in der 500-cm³-Klasse WM-Dritter.
1951 bekam Graham ein Angebot von Domenico Agusta, für das Werksrennteam Reparto Corse von MV Agusta zu fahren. Frustriert von der nicht vorhandenen Weiterentwicklung seiner Maschine bei A.J.S., nahm er das Angebot an und wechselte zu den Italienern, um deren 500-cm³-Vierzylindermaschine zu fahren und weiterzuentwickeln. Leslie Graham fuhr in diesem Jahr jedoch in der 500er-Klasse für MV keinen einzigen Punkt ein. Die Maschinen waren zwar sehr stark, ihr Fahrwerk jedoch galt nicht als das beste und machte sie schwer beherrschbar. Da MV Agusta nicht an der 350-cm³-Klasse teilnahm, startete Graham dort für Velocette und wurde mit einem Sieg beim Grand Prix der Schweiz WM-Sechster.
In der Saison 1952 trat Leslie Graham bei Rennen in allen vier Klassen an. Bei den 500ern startete er mit der neu entwickelten MV Agusta Corse 500 Quattro Catena und sorgte mit dem Sieg beim Grand Prix der Nationen in Monza für den ersten Sieg für MV Agusta in der Königsklasse überhaupt. Kurze Zeit später, beim Grand Prix von Spanien gelang ihm sogar ein weiterer. Im Gesamtklassement wurde er hinter dem Gilera-Piloten Umberto Masetti Zweiter. In der 250-cm³-Klasse wurde Graham auf Velocette und Benelli WM-Dritter und bei den 125ern auf MV Vierter.
Für die Saison 1953 galt Leslie Graham als Favorit für den Titelgewinn. Bei der Tourist Trophy feierte er am Donnerstag, 11. Juni, in der 125-cm³-Klasse endlich seinen ersten Sieg. Am Freitag, dem 12. Juni 1953, verlor er im 500-cm³-Rennen, an dritter Stelle liegend, im schwierigen Streckenabschnitt Bray Hill kurz nach Start und Ziel bei hoher Geschwindigkeit die Kontrolle über sein Motorrad, stürzte und starb noch an der Unfallstelle.
Leslie Graham wurde 41 Jahre alt. Seit dem Tod seiner Frau Edna im Jahr 1992 ruht er gemeinsam mit ihr und einer Enkeltochter auf dem St Margaret Churchyard in Wrenbury-cum-Frith, Cheshire East.

## Statistik

### Erfolge
- 1949 – 500-cm³-Weltmeister auf A.J.S.
- 8 Grand-Prix-Siege

### Isle-of-Man-TT-Siege
| Jahr | Klasse                | Maschine  | Durchschnittsgeschwindigkeit |
| ---- | --------------------- | --------- | ---------------------------- |
| 1953 | Lightweight (125 cm³) | MV Agusta | 77,79 mph (125,19 km/h)      |

### In der Motorrad-Weltmeisterschaft
| Saison | Klasse  | Motorrad  | Rennen | Siege | Zweiter | Dritter | Punkte | Ergebnis    |
| ------ | ------- | --------- | ------ | ----- | ------- | ------- | ------ | ----------- |
| 1949   | 350 cm³ | A.J.S.    | 1      | –     | 1       | –       | 8      | 7.          |
| 1949   | 500 cm³ | A.J.S.    | 4      | 2     | 1       | –       | 30     | Weltmeister |
| 1950   | 350 cm³ | A.J.S.    | 3      | 1     | 1       | –       | 17     | 3.          |
| 1950   | 500 cm³ | A.J.S.    | 2      | 1     | 1       | –       | 17     | 3.          |
| 1951   | 125 cm³ | MV Agusta | 1      | –     | –       | 1       | 4      | 8.          |
| 1951   | 350 cm³ | Velocette | 2      | 1     | 1       | –       | 14     | 6.          |
| 1952   | 125 cm³ | MV Agusta | 2      | –     | 1       | 1       | 10     | 4.          |
| 1952   | 250 cm³ | Velocette | 3      | –     | –       | 2       | 11     | 3.          |
| 1952   | 350 cm³ | Velocette | 1      | –     | –       | –       | 1      | 13.         |
| 1952   | 500 cm³ | MV Agusta | 4      | 2     | 1       | –       | 25     | 2.          |
| 1953   | 125 cm³ | MV Agusta | 1      | 1     | –       | –       | 8      | 5.          |
| Gesamt | Gesamt  | Gesamt    | 24     | 8     | 7       | 4       | 145    | 1 WM-Titel  |